# Голдберг, Эван
Эван Голдберг (англ. Evan Goldberg; род. 11 мая 1982) — канадский сценарист, кинопродюсер и режиссёр. Он сотрудничал со своим другом детства Сетом Рогеном в нескольких фильмах, включая «SuperПерцы» (2007) (который они задумали ещё будучи подростками), «Ананасовый экспресс: Сижу, курю» (2008), «Конец света 2013: Апокалипсис по-голливудски» (2013) (их режиссёрский дебют) и «Интервью» (2014).

## Личная жизнь
Голдберг родился в Ванкувере, Британской Колумбии, в еврейской семье. Он вырос в Марполе. Он учился в школе Пойнт-Грей (где он познакомился с Рогеном) и Университете Макгилла. Он женат на Лизе (Ядавайе) Голдберг.

## Карьера
Голдберг начал свою карьеру сценариста, когда он присоединился к составу сценаристов «Шоу Али Джи» вместе со своим другом детства и комедийным партнёром Сетом Рогеном. Он вместе работали над фильмами «Немножко беременна», «SuperПерцы», «Ананасовый экспресс: Сижу, курю», «Приколисты» и «Зелёный Шершень». В надежде заинтересовать людей и получить финансирование, Голдберг создал трейлер под названием «Джей и Сет против апокалипсиса», по которому позже был снят фильм «Конец света 2013: Апокалипсис по-голливудски», который был выпущен в июне 2013 года. Голдберг и Роген были ярыми поклонниками «Симпсонов». Узнав, что исполнительный продюсер «Симпсонов» Джеймс Л. Брукс является фанатом «SuperПерцев», они решили продюсеров шоу, могут ли они написать сценарий к одному эпизоду. Их пригласили в комнату сценаристов «Симпсонов», где они предложили несколько идей для эпизода. Одну из них приняли и написали сценарий при поддержке некоторых основных сценаристов шоу. Сценарий превратился в эпизод «Homer the Whopper», который стал премьерой двадцать первого сезона.
У Голдберга есть глава с советами в книге Тима Ферриса «Инструменты титанов».

## Фильмография

### Фильмы
| Год  | Название                                     | Ориг. название                  | Роль                               | Примечания      |
| ---- | -------------------------------------------- | ------------------------------- | ---------------------------------- | --------------- |
| 2007 | Немножко беременна                           | Knocked Up                      | Исполнительный продюсер            |                 |
| 2007 | SuperПерцы                                   | Superbad                        | Сценарист, исполнительный продюсер |                 |
| 2007 | Джей и Сет против апокалипсиса               | Jay and Seth vs. The Apocalypse | Сценарист                          | Короткометражка |
| 2008 | Ананасовый экспресс: Сижу, курю              | Pineapple Express               | Сценарист, исполнительный продюсер |                 |
| 2009 | Приколисты                                   | Funny People                    | Исполнительный продюсер            |                 |
| 2011 | Зелёный Шершень                              | The Green Hornet                | Сценарист, исполнительный продюсер |                 |
| 2011 | Вышибала                                     | Goon                            | Сценарист                          |                 |
| 2011 | Жизнь прекрасна                              | 50/50                           | Продюсер                           |                 |
| 2012 | Дружинники                                   | The Watch                       | Сценарист                          |                 |
| 2012 | Проклятие моей матери                        | The Guilt Trip                  | Продюсер                           |                 |
| 2013 | Конец света 2013: Апокалипсис по-голливудски | This Is the End                 | Сорежиссёр, сосценарист, продюсер  |                 |
| 2014 | Соседи. На тропе войны                       | Neighbors                       | Продюсер                           |                 |
| 2014 | Интервью                                     | The Interview                   | Сорежиссёр, продюсер, автор сюжета | [ 8 ]           |
| 2015 | Рождество                                    | The Night Before                | Сценарист, продюсер                | [ 9 ]           |
| 2016 | Полный расколбас                             | Sausage Party                   | Сценарист, продюсер                | [ 10 ]          |
| 2016 | Соседи. На тропе войны 2                     | Neighbors 2: Sorority Rising    | Сценарист, продюсер                |                 |
| 2017 | Горе-творец                                  | The Disaster Artist             | Продюсер                           | Съёмки          |

### Телевидение
| Год         | Название        | Ориг. название | Роль                                            | Примечания                  |
| ----------- | --------------- | -------------- | ----------------------------------------------- | --------------------------- |
| 2004        | Шоу Али Джи     | Da Ali G Show  | Сценарист                                       | 6 эпизодов                  |
| 2009        | Симпсоны        | The Simpsons   | Сценарист                                       | Эпизод: «Homer the Whopper» |
| 2016 — 2019 | Проповедник     | Preacher       | Режиссёр, разработчик и исполнительный продюсер |                             |
| TBA         | Снежный человек | Bigfoot        | Исполнительный продюсер                         | Пре-продакшн                |

## Награды и номинации
| Год  | Награда               | Категория                     | Фильм             | Результат | Примечания                              |
| ---- | --------------------- | ----------------------------- | ----------------- | --------- | --------------------------------------- |
| 2005 | Эмми                  | Лучший сценарий варьете       | «Шоу Али Джи»     | Номинация | Вместе с составом сценаристов           |
| 2008 | Canadian Comedy Award | Лучший сценарий к фильму      | «SuperПерцы»      | Победа    | Вместе с Сетом Рогеном                  |
| 2012 | Золотой глобус        | Лучший фильм — комедия/мюзикл | «Жизнь прекрасна» | Номинация | Вместе с Сетом Рогеном и Беном Карлином |
| 2012 | Независимый дух       | Лучший фильм                  | «Жизнь прекрасна» | Номинация | Вместе с Сетом Рогеном и Беном Карлином |
| 2013 | Джини                 | Лучший сценарий               | Вышибала          | Номинация | Вместе с Джеем Барушелем                |